# Falsipatellina
Falsipatellina es un género de foraminífero bentónico considerado un sinónimo posterior de Escornebovina de la subfamilia Gyroidinoidinae, de la familia Gavelinellidae, de la superfamilia Chilostomelloidea, del suborden Rotaliina y del orden Rotaliida. Su especie tipo era Pseudopatellina plana. Su rango cronoestratigráfico abarcaba desde el Luteciense (Eoceno medio) hasta el Priaboniense (Eoceno superior).

## Clasificación
Falsipatellina incluía a la siguiente especie:
- Falsipatellina plana †